# メズルヴェドリル本

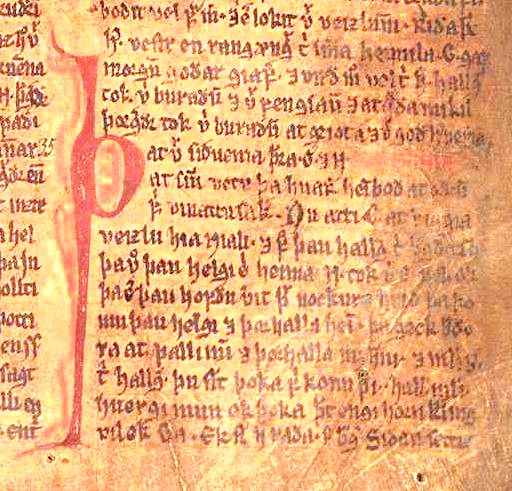
メズルヴェドリル本

メズルヴェドリル本（Möðruvallabók、AM 132 fol、モズルヴォッルル写本、モズルヴァトラボーク）とは、14世紀半ばに書かれたアイスランド語の写本である。犢皮紙 (en:vellum) に刻まれている。アイスランドサガを以下の順に収めている。
- 『ニャールのサガ』 (Njáls saga)
- 『エギルのサガ』 (Egils saga)
- 『〈強者〉フィンボギのサガ』(?)(Finnboga saga ramma)
- 『バンダマンナ・サガ』 (Bandamanna saga)
- 『コルマクのサガ』 (Kormáks saga)
- 『殺しのグルームのサガ』 (Víga-Glúms saga)
- 『ドロプラウグの息子たちのサガ』(Droplaugarsona saga)
- 『オルコヴリの話』 (Ölkofra þáttr)
- 『ハルフレズのサガ』 (Hallfreðar saga)
- 『ラックス谷の人々のサガ』 (Laxdœla saga)
- 『フォーストブレーズラサガ』 (Fóstbrœðra saga)

これらのサガの多くは他の断片にも保全されているが、その完全な長さのものはメズルヴェドリル本にのみ残されているものもあり、メズルヴェドリル本は中世のアイスランドサガの中で最も広い範囲の物語を含んでいる単体の写本といわれている。
この写本の名前は、1628年にエイヤフィヨルズル近郊のモズルヴェトリル（アイスランド語: Möðruvellir）で発見されたことに由来する。1684年にはデンマークに運ばれ、アウルトニ・マグヌッソン写本コレクションの一部となった。1974年に他の写本と共に、デンマークからアイスランドに返還された。